# Parti du Développement national (2007)
Ne doit pas être confondu avec Parti du développement national thaïlandais (2008).
Le Parti du Développement national (en thaï : พรรคชาติพัฒนา, RTGS : Chart Pattana, abrégé CP) est un parti politique populiste thaïlandais fondé le 3 octobre 2007.

## Histoire
Le parti est fondé sous le nom de Ruam Jai Thai Chart Pattana (litt. « Parti unifié du développement national thaïlandais ») en tant que fusion des partis Ruam Jai Thai (litt. « Thaïs unis ») et du Parti du Développement national (ou le Chart Pattana) en septembre 2007. Lors des élections législatives thaïlandaises de 2007, le parti reçoit suffisamment de voix pour obtenir huit sièges sur 480 à la Chambre des représentants. Après 2008, le parti devient membre du gouvernement de coalition formé de six partis et dirigé par le chef du Parti démocrate, le Premier ministre Aphisit Wetchachiwa. Le chef du parti, Wannarat Channukul, devient ministre de l'Énergie dans son gouvernement. Le nom du parti est abrégé en Ruam Chart Pattana.
En 2011, le Ruam Chart Pattana Party fusionne avec le parti Pour la terre natale (Puea Paendin) et change son nom en Chart Pattana Puea Pandin. Lors des élections législatives du 3 juillet 2011, le parti remporte 7 des 500 sièges à la Chambre des représentants, cinq dans les circonscriptions et deux au scrutin proportionnel. Quatre de ses circonscriptions se trouvent dans la province de Nakhon Ratchasima, le bastion du parti et la province natale de ses dirigeants. À la suite des élections et la victoire du Pheu Thai, le parti s'accord avec le Pheu Thai et trois autres partis mineurs pour former un gouvernement de coalition avec à sa tête Yingluck Shinawatra. Plus tard en 2011, le nom du parti est de nouveau simplifié à sa version actuelle.
Le joueur de tennis thaïlandais Paradorn Srichaphan et l'athlète de taekwondo Yaowapa Boorapolchai ont rejoint le parti pour se présenter aux élections de 2011.
Plus tard, lors de l'assemblée générale annuelle extraordinaire le 26 septembre 2022 dans la province de Nakhon Ratchasima, l'assemblée décide de modifier le règlement du parti et le nom du parti au Chart Pattana Kla Party.
Le parti revient à son nom initial, le Développement national, lors de l'assemblée générale du parti le 25 avril 2024.

## Résultats électoraux
| Année | Tête de liste      | Voix             | Voix             | %                | %                | Rang             | Rang             | Sièges           | Statut               | Gouvernement                        |
| Année | Tête de liste      | SM               | SP               | SM               | SP               | SM               | SP               | Sièges           | Statut               | Gouvernement                        |
| ----- | ------------------ | ---------------- | ---------------- | ---------------- | ---------------- | ---------------- | ---------------- | ---------------- | -------------------- | ----------------------------------- |
| 2007  | Chettha Thanajaro  | 3 395 197        | 740 461          | 4,68             | 2,47             | 6e               | 5e               | 9 / 480          | Minorité (coalition) | Sunthorawet, Wongsawat, Wetchachiwa |
| 2011  | Wannarat Channukul | Non connus       | 495 762          | Non connus       | 1,48             | 6e               | 6e               | 7 / 500          | Minorité (coalition) | Shinawatra                          |
| 2014  | Suwat Liptapallop  | Élection annulée | Élection annulée | Élection annulée | Élection annulée | Élection annulée | Élection annulée | Élection annulée | Élection annulée     | Élection annulée                    |
| 2019  | Suwat Liptapallop  | 252 044          | 252 044          | 0,70             | 0,70             | 9e               | 10e              | 3 / 500          | Minorité (coalition) | Chan-o-cha II                       |
| 2023  | Korn Chatikavanich | 297 294          | 212 676          | 0,76             | 0,57             | 10e              | 12e              | 2 / 500          | Minorité (coalition) | Thavisin                            |